# Cristoforo Clavio
Cristoforo Clavio, in latino Christophorus Clavius (Bamberga, 25 marzo 1538 – Roma, 12 febbraio 1612), è stato un gesuita, matematico e astronomo tedesco, noto soprattutto per il suo contributo alla definizione del calendario gregoriano.

## Biografia

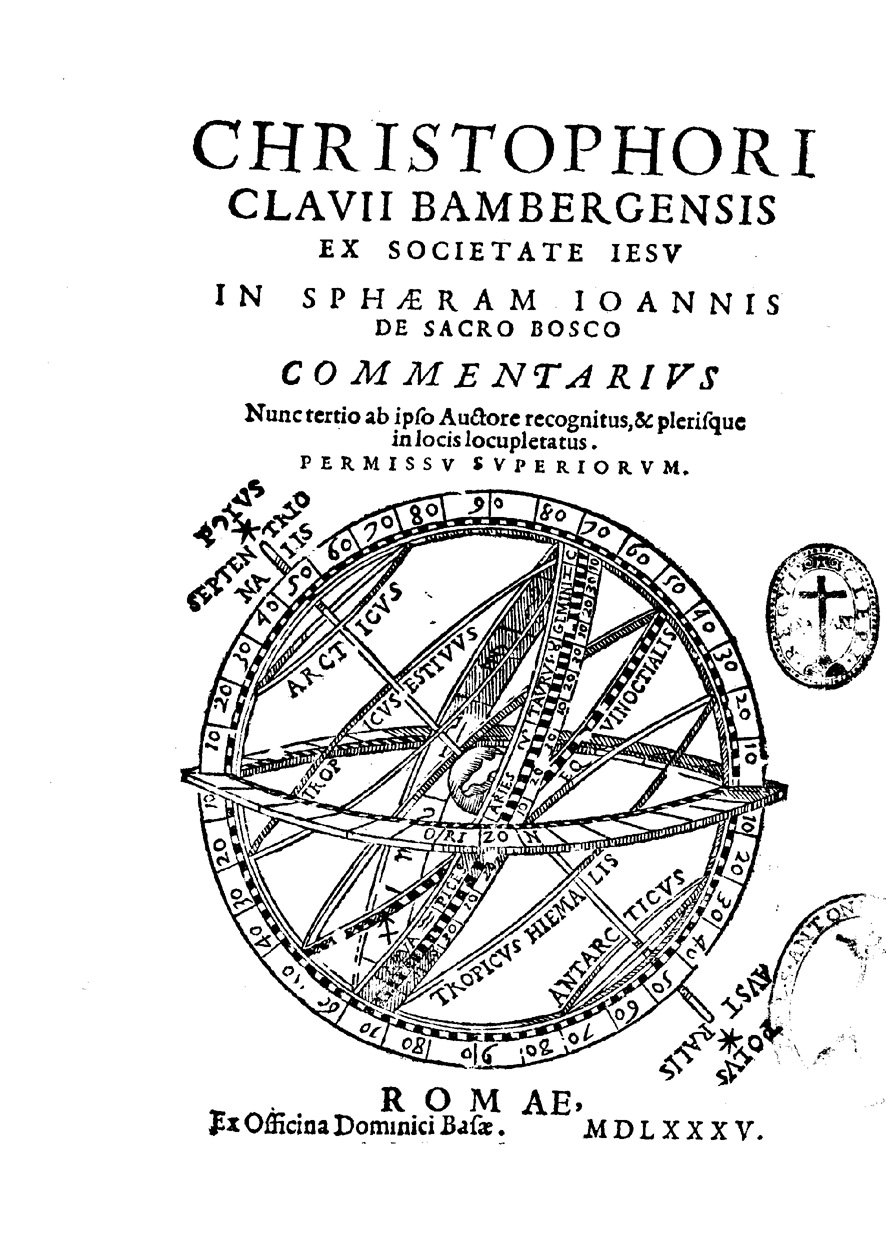
In Sphaeram Ioannis de Sacro Bosco commentarius, 1585

Christophorus Clavius nacque a Bamberga, in Franconia il 25 marzo 1538. Dei primi anni della sua vita non si sa nulla: non è certo nemmeno il suo nome di battesimo: secondo alcuni, Christophorus Clavius sarebbe la latinizzazione di Christoph Clau (o Christoph Klau). Secondo altri, potrebbe essere una semplice traduzione di Christoph Schlüssel (che in tedesco significa chiave, clavis in latino).
Nel 1555 entrò nella Compagnia di Gesù e l'anno successivo venne inviato a Coimbra, presso il gesuita Colégio das Artes. A Coimbra seguì il triennio di studi filosofici tenuto dal celebre teologo Pedro da Fonseca. Il 21 agosto 1560 eseguì a Coimbra le osservazioni astronomiche su un'eclissi solare totale cominciando a indirizzarsi agli studi astronomici. Lo stesso anno si trasferì a Roma dove studiò teologia presso il Collegio Romano, e nel 1564 fu ordinato sacerdote. L'anno successivo iniziò a insegnare matematica al Collegio Romano, attività che continuerà, con l'eccezione di un soggiorno di due anni a Napoli, fino alla fine dei suoi giorni. Fu anche l'insegnante di due illustri missionari gesuiti, Alessandro Valignano e Matteo Ricci.
Clavius fece del Collegio Romano uno dei principali centri di studi matematici del suo tempo. Grazie al suo impegno, le scuole e i collegi gesuitici svolsero (dagli ultimi decenni del XVI secolo fino alla seconda metà del XVIII) un ruolo importante nello sviluppo e nella trasmissione delle conoscenze matematiche, non solo in Europa ma anche in Estremo Oriente, in particolare in Cina.
Divenuto il matematico più autorevole dell'Ordine gesuita, Clavius fu autore di trattati che ebbero grande influenza. Le sue opere maggiori sono un'autorevole versione degli Elementi di Euclide (1574) arricchita di note originali e un commento al Tractatus de Sphaera del duecentesco Giovanni Sacrobosco (1581), ristampato per ben sedici volte in sette successive edizioni rivedute, corrette e, volta per volta, arricchite di nuovi capitoli.

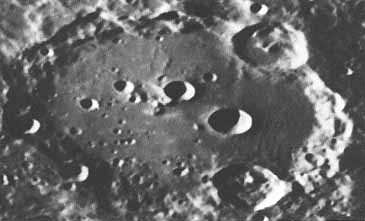
Il cratere Clavius sulla Luna

Nel 1579 venne nominato Primo matematico nella Commissione pontificia per la riforma del Calendario giuliano. La definizione del nuovo calendario, ideato da Luigi Lilio ottenne grande successo, e venne adottata nei paesi cattolici nel 1582 (e nei decenni successivi anche nei paesi protestanti) per volere di papa Gregorio XIII (è il calendario ancora oggi in uso nel mondo occidentale). Come riconoscimento di questa sua attività venne soprannominato l'«Euclide del XVI secolo».
Nel 1580, nel suo documento intitolato Ordo servandus in addiscendis disciplinis mathematicis («L'ordine da seguire nell'apprendimento delle discipline matematiche»), Clavio descrisse un curriculum dettagliato per la matematica con lo scopo di far riconoscere formalmente dal Collegio Romano l'Accademia di matematica, fondata precedentemente l'arrivo di Clavio a Roma nel 1561. La sua richiesta non fu accolta, ciononostante egli fu nominato professore di matematica.
 Nel 1586 fece un altro tentativo di istituire l'Accademia come corso ufficiale, ma incontrò l'opposizione dei filosofi del Collegio, in particolare taluni gesuiti come Benito Pereira. Quello impartito dall'Accademia continuò a essere un curriculum non ufficiale fino al 1593-1594. Lo scopo dell'Accademia era quello di formare dei tecnici specializzati e di espandere il corpo pedagogico per soddisfare la crescente domanda di insegnanti e di missionari. Clavio fu direttore dell'Accademia fino al 1610, ma continuò a collaborare anche nei due anni successivi, seppur con un ruolo informale.
Per quanto riguarda l'astronomia, nell'edizione datata 1585 del suo commentario al trattato di Sacrobosco, Clavio localizzò (indipendentemente da Tycho Brahe) nella sfera delle stelle fisse la Supernova del 1572, e trovò che la sua posizione era esattamente la stessa per tutti gli osservatori. Ciò significava che essa doveva trovarsi al di là della Luna e, pertanto, la teoria aristotelica secondo la quale i cieli non potevano subire modificazioni, doveva essere errata.
Clavius fu fino alla fine un sostenitore del geocentrismo, e si oppose fieramente alla teoria eliocentrica proposta da Niccolò Copernico nel De revolutionibus orbium coelestium. Tuttavia, riconoscendo i problemi del modello tolemaico, vi apportò alcune correzioni, elevando da nove a undici il numero dei cieli. All'inizio del XVII secolo Clavius era uno dei più autorevoli astronomi europei, e Galileo gli fece visita nel 1611 per discutere con lui le osservazioni che aveva eseguito con il telescopio. Clavius accettò le nuove scoperte, pur nutrendo dubbi sulla presenza di montagne sulla Luna e asserendo di non riuscire a vedere con il cannocchiale i quattro satelliti di Giove. Quando, nell'aprile dello stesso anno, il cardinal Roberto Bellarmino sollecitò ai matematici del Collegio Romano una risposta ufficiale sui quesiti sollevati dalle scoperte di Galileo, i padri Clavius, Grienberger, Maelcote e Lembo, nel sottoscrivere il documento, confermarono le osservazioni su Venere, sulla forma ovata di Saturno e sui satelliti di Giove, ma ammisero frange di incertezza a proposito della superficie lunare di cui non negavano l'inegualità, che il Clavius era tuttavia disposto a spiegare con la teoria di matrice aristotelica del denso e del raro. Per ironia della sorte, a Clavius è dedicato uno dei maggiori crateri lunari.
Clavius intrattenne una vasta corrispondenza con matematici e studiosi di tutta Europa, gesuiti e no, pubblicata nel 1992 da Ugo Baldini e Pier Daniele Napolitani.
Fu tra i primi a fare uso del separatore decimale nelle tavole goniometriche del suo Astrolabio del 1593.

## Intitolazioni e cultura di massa
- Gli è stato dedicato un cratere lunare, il cratere Clavius, e un asteroide, 20237 Clavius[9].
- Nel film di Kubrick 2001: Odissea nello spazio, la base lunare americana si trova nel cratere di Clavius. Da lì partiranno per il cratere Tycho dove viene scoperto il "monolite prismatico", simbolo e testimone dei mutamenti epocali nella storia umana.
- Clavio compare fuggevolmente nella scena sesta della Vita di Galileo del drammaturgo tedesco Bertolt Brecht: dopo aver guardato nel cannocchiale di Galileo, pronuncia due sole parole ("Ha ragione"), andandosene precipitosamente senza aggiungere altro, e lasciando costernati i religiosi del Collegio Romano.[10]

## Opere
- (LA) Epitome arithmeticae praticae, Roma, Domenico Basa, 1585.
- (LA) In Sphaeram Ioannis de Sacro Bosco commentarius, Roma, Domenico Basa, 1585.
- (LA) Fabrica et usus instrumenti ad horologiorum descriptionem peropportuni, Roma, Bartolomeo Grassi, 1586.
- (LA) Novi calendarii Romani apologia adversus Michaelem Maestlinum Gaeppingensem, Roma, Santi & C., 1588.
- (LA) Horologiorum nova descriptio, Roma, Luigi Zanetti, 1599.
- (LA) Algebra, Aurelianae Allobrogum, Estienne Gamonet, 1609.